# Parafia Przemienienia Pańskiego w Drohiczynie
Parafia Przemienienia Pańskiego – nieistniejąca parafia prawosławna w Drohiczynie.
Cerkiew wraz z monastyrem wzmiankowana w 1548 po lewej stronie rzeki. Parafię skasowano po I wojnie światowej, a cerkiew w Bużyskach zburzono. Parafian dołączono do parafii św. Mikołaja. Zachowały się księgi metrykalne z lat 1835–1904. 